# Tasso di cambio
Il tasso di cambio può essere definito come il numero di unità di moneta estera che può essere acquistato con un'unità di moneta nazionale.
Viene determinato dal valore di mercato delle varie valute sul mercato internazionale. Molte banche centrali pubblicano il valore della propria valuta sui mercati mondiali una volta al giorno in base alle quotazioni di mercato.

## Descrizione
Il tasso di cambio nominale è da intendersi a tutti gli effetti come il "prezzo" di una valuta in termini di un'altra valuta (una valuta può considerarsi infatti un bene, in quanto offre al detentore un "servizio", ovvero la possibilità di acquistare beni o titoli commerciati solo in quella valuta); così come avviene per qualsiasi bene, il prezzo di una valuta (tasso di cambio nominale) subisce variazioni per effetto di cambiamenti che riguardano la domanda e l'offerta: in parte le banche centrali possono influire sul tasso di cambio acquistando o vendendo valuta straniera (ossia vendendo o acquistando valuta nazionale), al fine di raggiungere specifici obiettivi di politica economica e monetaria; la componente restante della domanda e dell'offerta è costituita invece dagli altri operatori che offrono valuta nazionale e domandano in cambio valuta estera oppure che offrono valuta estera e domandano in cambio valuta nazionale, per motivi legati a:
- scambi commerciali (importazioni ed esportazioni), compreso il turismo, il quale di fatto genera l'importazione di beni nel paese di appartenenza del turista e allo stesso tempo l'esportazione di beni dal paese che riceve il turista;
- investimenti finanziari (ad esempio, acquisto di buoni del tesoro stranieri);
- attività speculative sui cambi (operazioni di acquisto e vendita di valute col solo fine di guadagnare attraverso un'eventuale variazione dei tassi di cambio nel tempo).

È importante sottolineare che un tasso di cambio nominale al di sopra della parità non necessariamente comporta un vantaggio nelle importazioni o negli acquisti effettuati all'estero nell'ambito del turismo; bisogna tenere conto infatti del tasso di cambio reale, che considera anche il diverso livello generale dei prezzi nei due paesi coinvolti. Ad esempio, il cambio nominale euro/dollaro è pari a 1,15  (1000 dollari costano "solo" 869 euro); supponiamo che l'unico bene esistente nel mondo siano le arance, per poter ragionare in termini di prezzo delle arance e non di livello generale dei prezzi; supponiamo che in Italia le arance costino 1 euro e negli Stati Uniti 2 dollari (le arance vendute in italia e quelle vendute negli USA appartengono a due mercati differenti); in Italia con 869 euro potremmo acquistare 869 arance, mentre negli Stati Uniti con 1000 dollari (ottenuti in cambio dei 869 euro) soltanto 500 arance; la conclusione è che, in questo caso specifico, il cambio nominale sembra favorevole a chi vive in Italia, ma il cambio reale (quello che veramente interessa all'agente economico) risulta sfavorevole.
Analogo discorso deve essere fatto con riferimento alle variazioni del tasso di cambio intervenute in un intervallo di tempo: un aumento del tasso di cambio nominale (apprezzamento della valuta nazionale) comporta una situazione più favorevole solo se nello stesso intervallo temporale i livelli dei prezzi nei due paesi non subiscono variazioni, oppure se queste variazioni non sono tali da eliminare l'effetto positivo legato all'aumento del tasso nominale (o quando le variazioni dei prezzi agiscono nello stesso senso della variazione del tasso nominale, o quando agiscono in senso opposto, ma senza annullare l'effetto della variazione nominale).
Altra considerazione importante riguarda i vantaggi legati al fatto di avere una "moneta forte": non sempre è da preferire per un dato paese, visto che l'apprezzamento della valuta nazionale da un lato rende più convenienti le importazioni dei beni esteri, ma dall'altro potrebbe ridurre le esportazioni per effetto del corrispondente deprezzamento della valuta estera (come in precedenza, si parla di apprezzamento e deprezzamento nominali, ipotizzando che non ci siano variazioni dei livelli generali dei prezzi). L'aumento delle importazioni e la diminuzione delle esportazioni portano a una riduzione della componente delle esportazioni nette nella domanda aggregata del paese in questione, ma è anche vero che l'aumento delle importazioni potrebbe avere effetti positivi per l'economia (ad esempio, quando si tratta di beni d'investimento). Pertanto il risultato netto è ambiguo e non sempre si arriva a risultati concordanti circa l'effetto globale sull'economia della variazione del cambio. A riprova del fatto che non sempre una moneta forte influisce positivamente sul sistema economico nazionale, diversi paesi sono riusciti a far uscire le proprie economie dalla stagnazione proprio attraverso svalutazioni competitive della valuta nazionale.

## Tipologie
In finanza e in economia internazionale si usa distinguere tra tasso di cambio:
NominaleSe è quotato "certo per incerto", rappresenta il valore di 1 unità di valuta nazionale espressa in termini di valuta estera (questa è la convenzione adottata da quando è stato introdotto l'euro); se invece è quotato "incerto per certo", rappresenta il prezzo di 1 unità di una valuta estera espressa in termini di valuta nazionale (questa convenzione si usava in Italia con la lira). La sostanziale differenza fra le due convenzioni sta nell'interpretazione di un aumento (diminuzione) del tasso di cambio: con la quotazione "certo per incerto", un aumento (diminuzione) del tasso di cambio corrisponde ad un apprezzamento (svalutazione) della valuta nazionale, poiché aumenta (diminuisce) la quantità di valuta estera acquistabile con un'unità di moneta nazionale. Al contrario, con la quotazione incerto per certo ad un aumento (diminuzione) del tasso di cambio corrisponde una svalutazione (apprezzamento) della valuta nazionale, in quanto aumenta (diminuisce) la quantità di valuta nazionale necessaria per acquistare un'unità di valuta estera. Una conseguenza non evidente di ciò è che nel caso un cambio sia quotato "incerto per certo", si possono avere svalutazioni superiori al 100%; è possibile verificarlo con un esempio: se il tasso passasse da 0,3 a 1 (servono 3 unità di valuta nazionale per comprare 10 unità di valuta estera) ad 1,2 a 1 (servono 12 unità di valuta nazionale per comprare 10 unità di valuta estera), si avrebbe una svalutazione del 300%, visto che la quantità di valuta nazionale necessaria per acquistare lo stesso quantitativo di valuta estera sarebbe aumentata di 4 volte. Rimanendo nell'esempio, la quotazione certo per incerto sarebbe passata da 1 a 3,33 (con 10 unità di valuta nazionale si comprano 33,3 unità di valuta estera) ad 1 a 0,83 (con 10 unità di valuta nazionale si comprano ora solo 8,3 unità di valuta estera).
Un ulteriore esempio può essere fatto utilizzando il cambio dell'euro rispetto al dollaro statunitense (cambio euro/dollaro, quotato certo per incerto): se il tasso di cambio nominale dell'euro rispetto al dollaro aumentasse (ovvero se l'euro si apprezzasse), passando da 1 a 0,85 ad 1 a 1 (parità col dollaro) e poi ad 1 a 1,15, avremmo che inizialmente per comprare mille dollari ci vorrebbero circa 1176 euro, mentre al raggiungimento della parità per acquistare gli stessi mille dollari ci vorrebbero mille euro, e quando infine il cambio euro/dollaro fosse pari ad 1,15, per mille dollari basterebbero circa 869 euro.
Mantenendo gli stessi rapporti di cambio e usando la quotazione "incerto per certo", il cambio dollaro/euro sarebbe pari a 1,176 nel primo caso, 1 nel secondo e 0,869 nel terzo.
La relazione tra tasso di cambio nominale tra la valuta A e la valuta B (TcAB) ed il corrispondente tasso di cambio tra valuta B e valuta A (TcBA) è dato da
{\displaystyle Tc_{AB}={\frac {1}{Tc_{BA}}}}
RealeÈ il rapporto fra i prezzi di beni o servizi prodotti in un paese in termini di beni o servizi di un altro paese; si ottiene rapportando i prezzi dei beni o servizi nei due paesi dopo aver espresso entrambi in una valuta comune.
In formule, il tasso di cambio reale può essere scritto come
{\displaystyle \ E\cdot {\frac {P_{i}}{P_{e}}}}
{\displaystyle P_{e}} rappresenta il livello dei prezzi del paese estero (che utilizza la valuta estera nazionale), {\displaystyle P_{i}} rappresenta il livello dei prezzi del paese considerato (che utilizza la valuta interna nazionale), {\displaystyle E} è il tasso di cambio nominale quotato certo per incerto. Il tasso di cambio reale sarà il rapporto dei prezzi dei due beni, una volta che entrambi sono stati espressi in valuta estera.
Ipotizziamo di partire da una situazione in cui il cambio sterlina/euro, quotato certo per incerto, sia di 1 a 1 e {\displaystyle P_{e}} = {\displaystyle P_{i}} = 1. In questo caso il tasso di cambio reale sarà uguale a 1. Qualora il prezzo di un bene in euro ({\displaystyle P_{e}}) cresca del 10% (passando cioè a {\displaystyle P_{e}} = 1,1) e vi sia, al contempo, un incremento del tasso di cambio nominale (certo per incerto) tra sterlina ed euro anch'esso pari al 10% (si passa da una quotazione 1 a 1, ad una 1 a 1,1), il tasso di cambio reale rimarrà uguale ad 1. Il consumatore dell'Eurozona sperimenterà l'aumento del prezzo del bene in termini reali, mentre per il consumatore britannico – che dispone di sterline – tale prezzo rimarrà invece invariato, per l'effetto combinato dell'aumento del prezzo del bene reale in euro e della contemporanea diminuzione dell'ammontare di sterline necessarie per acquistare un euro (la sterlina si è apprezzata sull'euro).

Alcuni stati usano una valuta straniera, generalmente più forte di quella nazionale: ad esempio, il dollaro statunitense è riconosciuto ed è spendibile in molti paesi come seconda moneta nazionale, come l'euro in paesi europei non ancora entrati nell'UEM (fenomeno noto come dollarizzazione o eurizzazione). Alcuni stati vietano questa pratica, altri permettono a chiunque di scegliere liberamente di pagare in moneta nazionale, una valuta estera o qualsiasi altro mezzo di pagamento concordato tra le parti.

## Tasso di cambio incrociato (o cross rate)
È possibile calcolare il tasso di cambio tra due monete (A e B) anche in modo indiretto. Quando si ha a disposizione il tasso di cambio di entrambe le monete rispetto ad una terza moneta (D), il tasso di cambio tra le due monete può essere individuato calcolando il rapporto tra i rispettivi tassi di cambio delle due monete con la terza.
In formule:

{\displaystyle Tc_{AB}={\frac {Tc_{BD}}{Tc_{AD}}}}
La formula è da interpretare come un'equazione tendenziale, non puntualmente vera in ogni istante di tempo. Grazie ai disallineamenti sui cambi è possibile la speculazione sulle valute; l'ipotesi di un libero mercato efficiente oppure l'intervento delle banche centrali nei mercati aperti (quando vige un regime di cambi fissi) assicurano l'allineamento fra i tassi di cambio e l'impossibilità di arbitraggio.

## Regimi dei tassi di cambio (regimi di cambio)
Il tasso di cambio può essere lasciato variare liberamente nei mercati, con o senza limiti al di là dei quali la banca centrale interviene in difesa della valuta nazionale, oppure in un regime di cambi fissi, ad esempio un regime di currency board.
Il regime di cambi fissi vincola le operazioni di mercato aperto al mantenimento di un tasso di cambio con una misura di riferimento, che può essere una riserva o un'altra valuta.
Se ogni Banca centrale è impegnata a tenere un prezzo valuta nazionale/riserva (es. euro/oncia d'oro) predefinito, questo garantisce una stabilità dei cambi, anche se l'offerta di moneta può essere variata adeguando le riserve auree. Tendenzialmente, per il cambio incrociato, sarà stabile anche il cambio fra valute nazionali ancorate all'oro; la variazione dell'offerta di una moneta (e a monte delle riserve auree) può però creare variazioni più o meno lunghe nei tassi di cambio con le altre valute.
Un impegno "diretto" a mantenere un cambio fisso con un'altra moneta (come era il dollaro con i Patti di Bretton Woods) privava le banche centrali della facoltà di regolare la quantità di moneta in base alle esigenze nazionali, sia di liquidità interna del sistema economico, che per una politica monetaria espansionistica per un tasso di cambio favorevole alle esportazioni.